# Guthrum
Pour les articles homonymes, voir Æthelstan (homonymie).
Guthrum (mort en 890), également connu sous son nom de baptême Æthelstan, est un chef viking actif en Angleterre au IXe siècle.

## Biographie
Guthrum débarque vraisemblablement en Angleterre en 871 et participe à plusieurs campagnes en Northumbrie et en Mercie dans les années qui suivent. Il est mentionné pour la première fois dans les sources en 874, date à laquelle la Chronique anglo-saxonne affirme qu'il occupe Cambridge pendant une année. C'est en 875 qu'il attaque pour la première fois le Wessex en prenant la ville de Wareham, dans le Dorset. Le roi Alfred le Grand lui fait jurer de quitter son royaume avant la fin de l'année, mais Guthrum se parjure et marche sur Exeter en 876. Il bat en retraite vers la Mercie l'année suivante.
Guthrum lance une nouvelle offensive contre le Wessex en 878. Vaincu à Edington, il finit par se soumettre à Alfred le Grand et reçoit le baptême, avec le roi de Wessex pour parrain. Il se retire ensuite à Cirencester, puis en Est-Anglie, où il établit son royaume. Il conclut un traité avec Alfred afin de délimiter leur frontière commune, qui devient la limite occidentale du Danelaw. Jusqu'à sa mort, en 890, Guthrum respecte la paix et n'attaque plus le Wessex. D'après les Annales de St Neots, il aurait été inhumé à Hadleigh, dans le Suffolk.

## Postérité
Guthrum apparaît dans les Histoires saxonnes de Bernard Cornwell, série de romans historiques se déroulant sous le règne d'Alfred le Grand et de ses successeurs, ainsi que dans la série télévisée The Last Kingdom qui en est adaptée.